# Velocipes
Velocipes (лат.) — род ящеротазовых динозавров (возможно, был тероподом). Его окаменелые остатки были найдены в отложениях формации Lissauer Breccia норийского яруса (227-208,5 млн л. н.) триасового периода на юге Польши.
После обнаружения Velocipes считался целурозавром, но более поздние исследования показали, что Velocipes, вероятно, был базальным тероподом или динозавроворфом.

## История изучения и классификация
Типовой вид, V. guerichi, был впервые описан Фридрихом фон Хюне в 1932 году как целурозавр на основе голотипа GPIM UH № 252 — проксимальной части очень плохо сохранившейся малоберцовой кости, которая была обнаружена в формации Lissauer Breccia (Опольское воеводство, южная Польша) Георгом Гюрихом (Georg Gürich) около 1884 года; кость была описана, но не названа в 1884 году. Находка была повреждена во время Второй мировой войны и считалась разрушенной, пока в 2012 году не была вновь найдена. В 1956 году фон Хюне отнёс Velocipes к Halticosauridae. В 1984 году Сэмюэл Пол Уэллс (Samuel Paul Welles) считал Velocipes синонимом Liliensternus.
В более поздней статье, опубликованной в 2000 году Rauhut и Hungerbuhler, утверждалось, что единственный сохранившийся экземпляр этого животного был слиiком фрагментарным и плохо изученным, чтобы его можно было уверенно идентифицировать как часть малоберцовой кости, и род был классифицирован как «неопределённое позвоночное животное». В 2004 году Ronald Tykoski и Timothy Rowe рассматривали Velocipes как возможного цератозавра или целофизоида. Вейзхемпел и др. (2004) также рассматривали Velocipes как возможного цератозавра.
Однако в обзоре SVP, посвящённом предполагаемым останкам динозавроидов из триаса на юге Польши, была подтверждена первоначальная классификация Velocipes как теропода, предложенная фон Хюне, которая была подробно описана в статье 2017 года. Авторы считают, что Velocipes был базальным неотроподом или таксоном, тесно связанным с этой кладой.

## Описание
Сохранившаяся часть малоберцовой кости достигает длину 16,4 см; после сравнения кости с костями других родственных тероподов было установлено, что полная длина кости составляла примерно 30–35 см. Медиальная поверхность слегка вогнута, что позволяет предположить, что Velocipes мог принадлежать кладе Neotheropoda, а на боковой поверхности кости имеется отчётливый гребень длиной около 52 мм и высотой около 5 мм.
Предполагается, что, судя по предполагаемому размеру малоберцовой кости, Velocipes мог достигать длины 3 метров и веса около 50 килограммов.

## Палеоэкология
Velocipes обитал одновременно с этозавром рода Kocurypelta, неопределённым видом двоякодышащих рыб и предком черепах Proterochersis cf. porebensis.